# Provincia Gaza
Gaza este o provincie  în Mozambic. Reședința sa este orașul Xai-Xai.